# Liste de religieux français tués hors de France
La liste de religieux français tués hors de France répertorie dans l'ordre chronologique des religieux de nationalité française, ayant été tués ailleurs que sur un territoire français.
Cette liste n'inclut pas les périodes où les colonies étaient proclamées comme territoire français.

## Liste

### Religieux catholiques

#### XIesiècle
| Nom(s)            | Année | Pays         | Résumé | Commentaire |
| ----------------- | ----- | ------------ | --- | ----------- |
| Giraud de Thouars | ~1022 | Asie mineure | Abbé bénédictin torturé et tué par des « Sarrasins » en Lycaonie.                                                                                          |             |
| Pierre Barthélemy | 1099  | Terre sainte | Moine « découvreur » de la Sainte Lance au siège d'Antioche. Mort de ses blessures le 20 avril 1099 après avoir été piétiné et dépecé vivant par la foule. |             |

#### XIVesiècle
| Nom(s)                             | Année | Pays         | Résumé                                                                        | Commentaire                                                               |
| ---------------------------------- | ----- | ------------ | ----------------------------------------------------------------------------- | ------------------------------------------------------------------------- |
| Pierre de Narbonne Déodat de Rodez | 1391  | Terre sainte | Prêtres franciscains torturés et brûlés vifs le 14 novembre 1391 à Jérusalem. | - Martyrs de Terre sainte - Béatifiés en 1889 - Canonisés le 21 juin 1970 |

#### XVIIesiècle
| Nom(s)                                  | Année | Pays            | Résumé | Commentaire                                                                      |
| --------------------------------------- | ----- | --------------- | --- | -------------------------------------------------------------------------------- |
| Guillaume Courtet                       | 1637  | Japon           | Missionnaire dominicain torturé et décapité en septembre 1637 à Nagasaki.                                                            | - Martyr de Nagasaki - Béatifié le 18 février 1981 - Canonisé le 18 octobre 1987 |
| François Nouri Gonzalve Vaz Lopez-Netto | 1638  | Éthiopie        | Prêtres missionnaires capucins pendus le 7 août 1638 à Gondar.                                                                       | - Béatifiés en 1905                                                              |
| Pierre Berthelot                        | 1638  | Sultanat d'Aceh | Prêtre carme déchaux au service du Portugal exécuté le 29 novembre 1638 pour avoir refusé de se convertir à l'islam.                 | - Béatifié le 19 juin 1900                                                       |
| René Goupil                             | 1642  | États-Unis      | Frère jésuite missionnaire torturé et assassiné le 29 septembre 1642 par les Iroquois à Ossernenon.                                  | - Martyr canadien - Béatifié le 21 juin 1925 - Canonisé le 29 juin 1930          |
| Isaac Jogues Jean de La Lande           | 1646  | États-Unis      | Isaac Jogues, prêtre, et Jean de La Lande, donné, missionnaires jésuites décapités le 18 octobre 1646 par les Iroquois à Ossernenon. | - Martyrs canadien - Béatifiés le 21 juin 1925 - Canonisés le 29 juin 1930       |
| Antoine Daniel                          | 1648  | Canada          | Missionnaire jésuite criblé de flèches le 4 juillet 1648 par les Iroquois à Teanaustayé.                                             | - Martyr canadien - Béatifié le 21 juin 1925 - Canonisé le 29 juin 1930          |
| Jean de Brébeuf Gabriel Lalemant        | 1649  | Canada          | Prêtres missionnaires jésuites brûlés vifs les 16 et 17 mars 1649 par les Iroquois près de la baie Georgienne.                       | - Martyrs canadien - Béatifiés le 21 juin 1925 - Canonisés le 29 juin 1930       |
| Charles Garnier                         | 1649  | Canada          | Missionnaire jésuite tué le 7 décembre 1649 par les Iroquois.                                                                        | - Martyr canadien - Béatifié le 21 juin 1925 - Canonisé le 29 juin 1930          |
| Noël Chabanel                           | 1649  | Canada          | Missionnaire jésuite assassiné le 8 décembre 1649 par un Huron.                                                                      | - Martyr canadien - Béatifié le 21 juin 1925 - Canonisé le 29 juin 1930          |
| Jean Le Vacher                          | 1683  | Régence d'Alger | Missionnaire lazariste, consul de France, exécuté le 28 juillet 1683 à Alger.                                                        |                                                                                  |

#### XVIIIesiècle
| Nom(s)              | Année | Pays   | Résumé                                                                                              | Commentaire                                                                 |
| ------------------- | ----- | ------ | --------------------------------------------------------------------------------------------------- | --------------------------------------------------------------------------- |
| Jean-Pierre Aulneau | 1736  | Canada | Prêtre missionnaire jésuite capturé et tué le 8 juin 1736 par les Sioux près du fort Saint-Charles. | - Vingt autres Français sont tués avec lui (massacre du lac des Bois (en)). |

#### XIXesiècle
| Nom(s)                                                                 | Année | Pays       | Résumé | Commentaire |
| ---------------------------------------------------------------------- | ----- | ---------- | --- | --- |
| Gabriel-Taurin Dufresse                                                | 1815  | Chine      | Évêque missionnaire décapité le 14 septembre 1815 à Chengdu. | - Martyr de Chine - Béatifié le 27 mai 1900 - Canonisé le 1er octobre 2000 |
| François-Régis Clet                                                    | 1820  | Chine      | Prêtre missionnaire lazariste torturé et étranglé le 18 février 1820 à Ou-Tchang-Fou.                                                                           | - Martyr de Chine - Béatifié le 27 mai 1900 - Canonisé le 1er octobre 2000 |
| François-Isidore Gagelin                                               | 1833  | Viêt Nam   | Missionnaire étranglé le 17 octobre 1833 à Tho-duc. | - Martyr du Viêt Nam - Béatifié le 27 mai 1900 - Canonisé le 19 juin 1988 |
| Joseph Marchand                                                        | 1835  | Viêt Nam   | Missionnaire torturé et démembré le 30 novembre 1835 à Tho-duc.                                                                                                 | - Martyr du Viêt Nam - Béatifié le 27 mai 1900 - Canonisé le 19 juin 1988 |
| Jean-Charles Cornay                                                    | 1837  | Viêt Nam   | Prêtre missionnaire torturé, écartelé, décapité et démembré le 20 septembre 1837 à Sontay.                                                                      | - Martyr du Viêt Nam - Béatifié le 27 mai 1900 - Canonisé le 19 juin 1988 |
| François Jaccard                                                       | 1838  | Viêt Nam   | Prêtre missionnaire torturé et étranglé le 21 septembre 1838 à Gian-bieu.                                                                                       | - Martyr du Viêt Nam - Béatifié le 27 mai 1900 - Canonisé le 19 juin 1988 |
| Pierre Dumoulin-Borie                                                  | 1838  | Viêt Nam   | Évêque missionnaire décapité le 24 novembre 1838 à Đồng Hới. | - Martyr du Viêt Nam - Béatifié le 27 mai 1900 - Canonisé le 19 juin 1988 |
| Jacques Chastan Laurent Imbert Pierre Maubant                          | 1839  | Corée      | Laurent Imbert, évêque, Jacques Chastan et Pierre Maubant, prêtres, missionnaires torturés et décapités le 21 septembre 1839 à Saenamteo.                       | - Martyrs de Corée - Béatifiés le 5 juillet 1925 - Canonisés le 6 mai 1984 |
| Jean-Gabriel Perboyre                                                  | 1840  | Chine      | Prêtre missionnaire lazariste torturé et étranglé le 11 septembre 1840 à Wuchang.                                                                               | - Béatifié le 10 novembre 1889 - Canonisé le 2 juin 1996 |
| Pierre Chanel                                                          | 1841  | Futuna     | Prêtre missionnaire mariste exécuté le 28 avril 1841 à Futuna.                                                                                                  | - Béatifié le 17 novembre 1889 - Canonisé le 12 juin 1954 |
| Jean-Baptiste Vachal                                                   | 1851  | Chine      | Prêtre missionnaire torturé et mort en prison le 11 avril 1851 au Yunnan.                                                                                       | |
| Augustin Schoeffler                                                    | 1851  | Viêt Nam   | Prêtre missionnaire décapité le 1er mai 1851 à Sontay. | - Martyr du Viêt Nam - Béatifié le 27 mai 1900 - Canonisé le 19 juin 1988 |
| Jean-Louis Bonnard                                                     | 1852  | Viêt Nam   | Prêtre missionnaire torturé et décapité le 1er mai 1852 à Nam Định.                                                                                             | - Martyr du Viêt Nam - Béatifié le 27 mai 1900 - Canonisé le 19 juin 1988 |
| Augustin Bourry Nicolas Krick                                          | 1854  | Tibet      | Prêtres missionnaires exécutés le 1er septembre 1854 dans le Dzayul.                                                                                            | |
| Auguste Chapdelaine                                                    | 1856  | Chine      | Prêtre missionnaire torturé et décapité le 29 février 1856 dans le Guangxi.                                                                                     | - Martyr de Chine - Béatifié le 27 mai 1900 - Canonisé le 1er octobre 2000 |
| Pierre-François Néron                                                  | 1860  | Viêt Nam   | Prêtre missionnaire torturé et décapité le 3 novembre 1860 à Sontay.                                                                                            | - Martyr du Viêt Nam - Béatifié le 2 mai 1909 - Canonisé le 19 juin 1988 |
| Théophane Vénard                                                       | 1861  | Viêt Nam   | Prêtre missionnaire décapité le 2 février 1861 à Hanoï. | - Martyr du Viêt Nam - Béatifié le 2 mai 1909 - Canonisé le 19 juin 1988 |
| Étienne-Théodore Cuenot                                                | 1861  | Viêt Nam   | Prêtre missionnaire torturé et exécuté le 14 novembre 1861 dans le Bình Định.                                                                                   | - Martyr du Viêt Nam - Béatifié le 2 mai 1909 - Canonisé le 19 juin 1988 |
| Jean-Pierre Néel                                                       | 1862  | Chine      | Prêtre missionnaire décapité le 18 février 1862 à Kai tcheou.                                                                                                   | - Martyr de Chine - Béatifié le 2 mai 1909 - Canonisé le 1er octobre 2000 |
| Louis Beaulieu Siméon-François Berneux Just de Bretenières Henri Dorie | 1866  | Corée      | Siméon-François Berneux, évêque, Louis Beaulieu, Just de Bretenières et Henri Dorie, prêtres, missionnaires torturés et décapités le 8 mars 1866 à Saenamteo.   | - Martyrs de Corée - Béatifiés le 6 octobre 1968 - Canonisés le 6 mai 1984 |
| Michel-Alexandre Petitnicolas Jean Pourthié                            | 1866  | Corée      | Missionnaires torturés et décapités les 11 et 12 mars 1866 à Séoul.                                                                                             | |
| Pierre Aumaître Antoine Daveluy Martin Luc Huin                        | 1866  | Corée      | Antoine Daveluy, évêque, Pierre Aumaître et Martin Luc Huin, prêtres, missionnaires torturés et décapités le 30 mars 1866 sur la plage de Galmaemot à Boryeong. | - Martyrs de Corée - Béatifiés le 6 octobre 1968 - Canonisés le 6 mai 1984 |
| Victimes du massacre de Tientsin                                       | 1870  | Chine      | Dix religieuses françaises sont mutilées, violées et tuées, ainsi que deux prêtres lazaristes par la foule en juin 1870 à Tianjin.                              | Il y a au total environ 60 victimes dont le consul Henri Victor Fontanier, son chancelier Simon, un jeune couple, trois négociants russes et 40 Chinois convertis.                                                              |
| Jacques Berthieu                                                       | 1896  | Madagascar | Prêtre missionnaire jésuite torturé et fusillé le 8 juin 1896 par les Menalambas à Ambiatibe.                                                                   | - Béatifié le 17 octobre 1965 - Canonisé le 21 octobre 2012 |
| Modeste Andlauer Rémy Isoré                                            | 1900  | Chine      | Prêtres missionnaires jésuites transpercés de coups de lance et décapités le 19 juin 1900 dans le Wuyi.                                                         | - Martyrs de Chine - Béatifiés le 17 avril 1955 - Canonisés le 1er octobre 2000 |
| Laurent Guillon Noël-Marie Émonet                                      | 1900  | Chine      | Laurent Guillon, évêque missionnaire décapité le 2 juillet 1900 à Shenyang. Noël-Marie Émonet, prêtre missionnaire également tué.                               | Un prêtre chinois, deux religieuses et deux cents chinois convertis sont également tués. |
| Irma Grivot Jeanne-Marie Guerguin Anne-Françoise Moreau                | 1900  | Chine      | Missionnaires franciscaines décapitées le 9 juillet 1900 à Taiyuan.                                                                                             | - Leurs collègues belge Pauline Jeuris, néerlandaise Anna Dierkx et italiennes Marianna Giuliani et Clelia Nanetti subissent le même sort. - Martyrs de Chine - Béatifiées le 24 novembre 1946 - Canonisées le 1er octobre 2000 |
| André Bauer Théodoric Balat                                            | 1900  | Chine      | Théodoric Balat, prêtre, et André Bauer, missionnaires franciscains exécutés le 9 juillet 1900 à Tai Yuen Foo.                                                  | - Martyrs de Chine - Béatifiés le 24 novembre 1946 - Canonisés le 1er octobre 2000 |
| Paul Denn Léon-Ignace Mangin                                           | 1900  | Chine      | Prêtres missionnaires jésuites massacrés le 20 juillet 1900 à Zhujiahe.                                                                                         | - Martyrs de Chine - Béatifiés le 17 avril 1955 - Canonisés le 1er octobre 2000 |

#### XXesiècle
| Nom(s)                                              | Année | Pays                          | Résumé | Commentaire |
| --------------------------------------------------- | ----- | ----------------------------- | --- | --- |
| Guillaume Le Roux Jean-Baptiste Rouvière            | 1913  | Canada                        | Missionnaires assassinés entre le 28 octobre et le 2 novembre 1913 sur la rive gauche de la rivière Coppermine à une douzaine de kilomètres en amont des Bloody Falls par les inuits Sinnisiak et Uluksak. | |
| Roger Derry                                         | 1943  | Allemagne                     | Prêtre résistant déporté et décapité le 15 octobre 1943 à Cologne. | |
| François Basset                                     | 1943  | Allemagne                     | Prêtre déporté et mort le 24 novembre 1943 à Mauthausen. | |
| Robert Bourgeois                                    | 1944  | Allemagne                     | Abbé professeur au grand séminaire de Besançon déporté et mort en avril 1944. | - Mort pour la France - Médaille de la Résistance française                                                                  |
| Marcelle Baverez                                    | 1944  | Allemagne                     | Religieuse hospitalière déportée et morte le 1er novembre 1944 à Ravensbrück. | - Médaille de la Résistance française - Croix de guerre 1939-1945                                                            |
| Victor Dillard                                      | 1945  | Allemagne                     | Prêtre jésuite déporté et mort de mauvais traitements le 12 janvier 1945 à Dachau. | - Chevalier de la Légion d'honneur                                                                                           |
| Pierre de Porcaro                                   | 1945  | Allemagne                     | Prêtre déporté et mort du typhus le 12 mars 1945 à Dachau. | |
| Ange-Marie Gouin Jean Thibaud Henri-Albert Thomine  | 1945  | Laos                          | Ange-Marie Gouin et Henri-Albert Thomine, évêques, et Jean Thibaud, prêtre, missionnaires fusillés le 21 mars 1945 par les Japonais à Nakhay. | |
| Robert Desmoutiers                                  | 1945  | Allemagne                     | Prêtre franciscain déporté et mort de mauvais traitements fin mars 1945 à Bergen-Belsen. | |
| Pierre Leroy                                        | 1945  | Allemagne                     | Prêtre déporté à Neuengamme et mort le 13 avril 1945 à Bergen-Belsen. | |
| Jean Daligault                                      | 1945  | Allemagne                     | Prêtre résistant abattu d'une balle dans la nuque le 28 avril 1945 à Dachau. | |
| Lucien Louis Bunel                                  | 1945  | Autriche                      | Prêtre déporté et mort de mauvais traitements le 2 juin 1945 à l'hôpital Sainte-Élisabeth (de) de Linz. | - Juste parmi les nations - Croix de guerre 1939-1945                                                                        |
| Joseph Kerebel                                      | 1945  | Protectorat de Bohême-Moravie | Prêtre résistant déporté et mort du typhus le 19 juin 1945 à Theresienstadt. | |
| Jean Fraix                                          | 1945  | Laos                          | Missionnaire capturé et massacré le 12 juillet 1945 par les Japonais près de Thakhek. | |
| René Dubroux                                        | 1959  | Laos                          | Prêtre missionnaire abattu le 19 décembre 1959 à Palay. | - Martyr du Laos - Béatifié le 11 décembre 2016                                                                              |
| Marcel Denis                                        | 1961  | Laos Viêt Nam                 | Prêtre missionnaire enlevé le 17 avril 1961 à Phon Sa-at par des rebelles du Pathet Lao. Il est séquestré près de Vinh et exécuté dans une forêt le 31 juillet 1961. | - Martyr du Laos - Béatifié le 11 décembre 2016                                                                              |
| Louis Leroy                                         | 1961  | Laos                          | Missionnaire torturé et fusillé le 18 avril 1961 à Ban Pha Tang (en) par des rebelles du Pathet Lao. | - Martyr du Laos - Béatifié le 11 décembre 2016                                                                              |
| Michel Coquelet                                     | 1961  | Laos                          | Missionnaire exécuté d'une balle dans la tête le 20 avril 1961 sur la route de Ban Sop Xien par des rebelles du Pathet Lao. | - Martyr du Laos - Béatifié le 11 décembre 2016                                                                              |
| Noël Tenaud                                         | 1961  | Laos                          | Prêtre missionnaire exécuté le 27 avril 1961 sur la route entre Phalane et Savannakhet. | - Un catéchiste thaïlandais de 27 ans qui l'accompagnait subit le même sort. - Martyr du Laos - Béatifié le 11 décembre 2016 |
| Vincent L'Hénoret                                   | 1961  | Laos                          | Missionnaire exécuté d'une balle le 11 mai 1961 sur la route de Ban Na Thoum par des rebelles du Pathet Lao. | - Martyr du Laos - Béatifié le 11 décembre 2016                                                                              |
| Alexis Guéméné                                      | 1961  | Laos                          | Missionnaire abattu d'une balle dans le cœur le 4 juin 1961 à Xieng Khouang par des rebelles du Pathet Lao. | |
| Jean Wauthier                                       | 1967  | Laos                          | Missionnaire abattu de plusieurs balles dans la poitrine le 16 décembre 1967 près de Ban Na. | - Martyr du Laos - Béatifié le 11 décembre 2016                                                                              |
| Lucien Galan                                        | 1968  | Laos                          | Prêtre missionnaire poignardé dans sa voiture le 12 mai 1968 sur la route de Paksé. | - Un élève catéchiste laotien de 16 ans qui l'accompagnait est abattu. - Martyr du Laos - Béatifié le 11 décembre 2016       |
| Joseph Boissel                                      | 1969  | Laos                          | Missionnaire abattu de plusieurs balles dans la tête à moitié calciné dans sa Jeep le 5 juillet 1969 sur la route de Hat I-Êt. | - Martyr du Laos - Béatifié le 11 décembre 2016                                                                              |
| Gabriel Longueville                                 | 1976  | Argentine                     | Prêtre catholique criblé de balles les yeux bandés dans un terrain vague le 18 juillet 1976 à Chamical. | - Son vicaire argentin Carlos Murias a subi le même sort. - Béatifié le 27 avril 2019                                        |
| Alice Domon Léonie Duquet                           | 1977  | Argentine                     | Alice Domon, religieuse enlevée le 8 décembre 1977 dans l’église Santa-Cruz du quartier San Cristóbal de Buenos Aires. Léonie Duquet, religieuse enlevée chez elle le 10 décembre à Ramos Mejía. Elles sont internées, torturées à l'ESMA, anesthésiées et jetées probablement le 18 décembre dans le Río de la Plata par l'ex-capitaine Alfredo Astiz. | |
| André Jarlan                                        | 1984  | Chili                         | Prêtre catholique abattu d'une balle dans le cou le 4 septembre 1984 à Santiago par un policier. | |
| Gabriel Maire                                       | 1989  | Brésil                        | Prêtre abattu d'une balle dans le cœur le 23 décembre 1989 à Cobi de Cima quartier de Vila Velha dans sa voiture. | |
| Henri Vergès Paul-Hélène Saint-Raymond              | 1994  | Algérie                       | Paul-Hélène Saint-Raymond, religieuse, et Henri Vergès, prêtre mariste, abattus le 8 mai 1994 par trois hommes dans le bureau de la bibliothèque qu'il dirigeait dans la Casbah d'Alger. | - Martyrs d'Algérie - Béatifiés le 8 décembre 2018                                                                           |
| Christian Chessel Jean Chevillard Alain Dieulangard | 1994  | Algérie                       | Prêtres abattus dans la cour de leur maison à Tizi Ouzou le 27 décembre 1994 par des membres du GIA déguisés en policiers. | - Leur collègue belge Charles Deckers a subi le même sort. - Martyrs d'Algérie - Béatifiés le 8 décembre 2018                |
| Denise Leclercq                                     | 1995  | Algérie                       | Religieuse abattue de deux balles dans la tête le 3 septembre 1995 près de chez elle à Belouizdad. | - Sa collègue maltaise Jeanne Littlejohn a subi le même sort. - Martyre d'Algérie - Béatifiée le 8 décembre 2018             |
| Odette Prévost                                      | 1995  | Algérie                       | Religieuse abattue par deux terroristes le 10 novembre 1995 près de chez elle à Kouba. | - Martyre d'Algérie - Béatifiée le 8 décembre 2018                                                                           |
| Moines de Tibhirine                                 | 1996  | Algérie                       | Christian de Chergé, Luc Dochier, Bruno Lemarchand, Célestin Ringeard, Paul Favre-Miville, Christophe Lebreton et Michel Fleury, moines trappistes du monastère de Tibhirine enlevés le 27 mars 1996. Leurs têtes sont retrouvées le 30 mai 1996 près de Médéa.                                                                                         | - Martyrs d'Algérie - Béatifiés le 8 décembre 2018                                                                           |
| Pierre Claverie                                     | 1996  | Algérie                       | Évêque tué le 1er août 1996 dans sa voiture détruite par une bombe à Oran. | - Son chauffeur algérien Mohamed Bouchikhi a subi le même sort - Martyr d'Algérie - Béatifié le 8 décembre 2018              |

#### XXIesiècle
| Nom(s)       | Année | Pays   | Résumé | Commentaire |
| ------------ | ----- | ------ | --- | ----------- |
| Joseph Douet | 2008  | Guinée | Missionnaire ligoté et étouffé par un sac plastique sur la tête par Claude Bernard Sama Bangoura, Marius Bangoura et Mohamed Sylla le 8 avril 2008 à Kataco. |             |

### Religieux juifs
| Année | Pays                | Nom(s)            | Résumé                                                                                           | Commentaire                                                                                  |
| ----- | ------------------- | ----------------- | ------------------------------------------------------------------------------------------------ | -------------------------------------------------------------------------------------------- |
| 1942  | Pologne             | Moïse Kahlenberg  | Rabbin de 59 ans, déporté et assassiné le 12 septembre 1942 à Auschwitz.                         | Son épouse Gittel a subi le même sort.                                                       |
| 1942  | Pologne             | Henri Lévy        | Rabbin de 59 ans, déporté et assassiné en 1942 à Auschwitz.                                      |                                                                                              |
| 1943  | Pologne             | Ernest Ginsburger | Rabbin de 66 ans, déporté et assassiné le 14 février 1943 à Auschwitz.                           |                                                                                              |
| 1943  | Pologne             | Robert Meyers     | Rabbin de 45 ans, déporté et assassiné en 1943 à Auschwitz.                                      |                                                                                              |
| 1943  | Pologne             | Samy Stourdzé     | Rabbin de 25 ans, déporté et assassiné en 1943 à Auschwitz.                                      |                                                                                              |
| 1943  | Pologne             | Bereck Kofman     | Rabbin de 43 ans, déporté et frappé avec une pioche et enterré vivant en 1943 à Auschwitz.       |                                                                                              |
| 1943  | Pologne             | Léon Berman       | Grand-rabbin de Lille de 51 ans, déporté et assassiné le 28 octobre 1943 à Auschwitz.            |                                                                                              |
| 1943  | Pologne             | Josué Pruner      | Rabbin de 62 ans, déporté et assassiné le 26 novembre 1943 à Auschwitz.                          | Son épouse Alice a subi le même sort.                                                        |
| 1943  | Pologne             | Élie Bloch        | Rabbin de de 34 ans, déporté et assassiné en décembre 1943 à Auschwitz.                          | Son épouse Georgette et leur fille Myriam 5 ans ont subi le même sort.                       |
| 1943  | Pologne             | Joseph Wiener     | Rabbin de 72 ans, déporté et assassiné en 1943 à Auschwitz.                                      | Son épouse Hermance ou Hermanne Lehmann a subi le même sort.                                 |
| 1944  | Pologne             | Bernard Schonberg | Grand-rabbin de Lyon de 35 ans, déporté et meurt d'épuisement le 6 février 1944 à Monowitz-Buna. |                                                                                              |
| 1944  | Pologne             | Paul Haguenauer   | Rabbin de 73 ans, déporté et assassiné le 16 avril 1944 à Auschwitz.                             | Son épouse Noémie Lévy 68 ans a subi le même sort.                                           |
| 1944  | Pologne             | Robert Brunschwig | Rabbin de 55 ans, déporté et assassiné le 25 mai 1944 à Auschwitz.                               | Son épouse, Lucie 52 ans, et la mère de celle-ci, Rose Meyer, 73 ans, ont subi le même sort. |
| 1944  | Lituanie            | Elie Cyper        | Rabbin de 35 ans, déporté et assassiné le 15 juillet 1944 à Kaunas.                              |                                                                                              |
| 1944  | Lituanie ou Estonie | Nathan Hosanski   | Rabbin de 30 ans, déporté et assassiné en août 1944 à Kaunas ou Tallinn.                         |                                                                                              |
| 1944  | Pologne             | Joseph Saks       | Rabbin de 59 ans, déporté et assassiné en 1944 à Auschwitz.                                      | Son épouse Jeanne Dreyfus a subi le même sort.                                               |
| 1944  | Pologne             | Mathieu Wolf      | Rabbin de 75 ans, déporté et assassiné en 1944 à Auschwitz.                                      | Son épouse Delphine, 68 ans, a subi le même sort.                                            |
| 1945  | Allemagne           | Jacques Kahn      | Grand-rabbin de 76 ans, déporté et assassiné le 14 janvier 1945 à Bergen-Belsen.                 | Son épouse, Lucie Charlotte Samdan, a subi le même sort.                                     |
| 1945  | Autriche            | René Hirschler    | Rabbin de 39 ans, déporté et frappé à mort le 3 mars 1945 au camp de concentration d'Ebensee.    |                                                                                              |